# Dépression atypique
 Mise en garde médicale

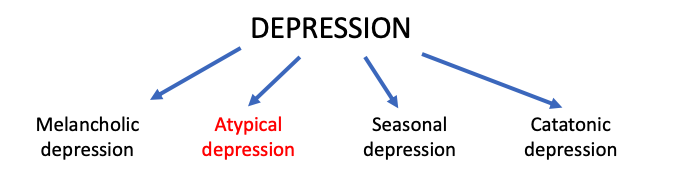
Schéma Descriptif de la Dépression

La dépression atypique se situe à peu près au même niveau que celui de la dysthymie, légèrement différente de la dépression, et est composée de symptômes similaires, mais est également caractérisée par une réactivité de l'humeur liée aux événements positifs. Les patients souffrant de mélancolie ne peuvent généralement être exposés aux humeurs positives, même lorsqu'un événement positif se déroule.  En outre, la dépression atypique est caractérisée par une humeur variable diminuée avec la réactivité d'humeur aux événements positifs, un gain de poids et de fatigue importants et une inquiétude prononcée.
Malgré son nom, la dépression "atypique" est actuellement la dépression la plus répandue, — plus de 40 % des patients sujets à la dépression peuvent également être classés comme étant sujet à la dépression atypique.

## Symptômes
Le DSM-5 classifie la dépression atypique dans le domaine des dépressions majeures accentuées d'un trouble du comportement et inclut les symptômes suivant :
- Réactivité de l'humeur (ex. : humeur accentuée en réponse à d'éventuels événements positifs) ;
- Au moins deux des symptômes suivants : 
  - Prise de poids significative ou d'appétit ;
  - Hypersomnie (sommeil lourd, opposée à l'insomnie due à la mélancolie);
  - Engourdissement des membres (ex. : sensation de lourdeur dans les bras et les jambes) ;
  - Une longue période de sensations de rejet social (non limité aux épisodes de troubles de l'humeur) résultant d'un isolement.
- Ce type de dépression ne peut s'accentuer ni en dépression catatonique, ni à la mélancolie durant le même épisode.

## Recherche
Les recherches montrent que les femmes sont plus prédisposées que les hommes à la dépression atypique. Les jeunes sont plus prédisposés à l'hypersomnie, mais les personnes âgées sont plus prédisposées à être polyphages.